# Indigofera mengtzeana
Indigofera mengtzeana är en ärtväxtart som beskrevs av William Grant Craib. Indigofera mengtzeana ingår i släktet indigosläktet, och familjen ärtväxter. Inga underarter finns listade i Catalogue of Life.